# Head Bangya!!
«Head Bangya!!» (яп. ヘドバンギャー!! Хэдобангя:!!, латиницей также записывается как «Headbangya!!» и «Headbangeeeeerrrrr!!!!!») — сингл японской группы Babymetal. Вышел в Японии 4 июля 2012 года. Это первый CD-сингл, который группа выпустила  сама по себе.

## Музыкальное видео
Режиссёр видеоклипа к заглавной песне —  Хидэнобу Танабэ (яп. 田辺秀伸). За тот год на церемонии Space Shower Music Video Awards он получит приз «Лучший режиссёр». Видео рассказывает историю 15-летней девочки (ровесницы Судзуки Накамото), которая нашла «легендарный шейный корсет» в снизошедшей на неё таинственной коробке. Неожиданно корсет выпрыгивает из её рук, охватывает её шею и превращает девочку в Headbangya!!. Причём надо сказать, что в комплекте лимитированного издания сингла на самом деле был шейный корсет для безопасной тренировки в хедбэнгинге, и всё было тоже упаковано в коробку.

## Список композиций
Сингл был издан в двух версиях: обычном издании (один CD) и лимитированном издании (CD и шейный корсет, чтобы тренироваться в хедбэнгинге). Список треков на обеих версиях один и тот же.
| №                   | Название                                                                              | Длительность |
| ------------------- | ------------------------------------------------------------------------------------- | ------------ |
| 1.                  | «Head Bangya!!» (ヘドバンギャー!!)                                                    | 4:03         |
| 2.                  | «Uki Uki ★ Midnight» (ウ・キ・ウ・キ★ミッドナイト)                                    | 3:20         |
| 3.                  | «Head Bangya!!» (Air Vocal Ver.) (ヘドバンギャー!!（Air Vocal ver.）)                 | 4:02         |
| 4.                  | «Uki Uki ★ Midnight» (Air Vocal Ver.) (ウ・キ・ウ・キ★ミッドナイト（Air Vocal ver.）) | 3:19         |
| Общая длительность: | Общая длительность:                                                                   | 14:44        |

## Чарты
| Чарт (2012)                                | Высшая позиция |
| ------------------------------------------ | -------------- |
| Япония (Oricon Weekly Singles Chart)       | 20             |
| Япония (Billboard Japan Hot Singles Sales) | 19             |